# Никола Покривач
Никола Покривач (хорв. Nikola Pokrivač, нар. 26 листопада 1985, Чаковец — 18 квітня 2025) — хорватський футболіст, півзахисник.
Виступав, зокрема, за клуби «Монако», «Ред Булл» та «Динамо» (Загреб), а також національну збірну Хорватії.
Дворазовий володар Кубка Хорватії. Чемпіон Хорватії, Чемпіон Австрії.

## Клубна кар'єра
У дорослому футболі дебютував 2004 року виступами за команду клубу «Вартекс», в якій провів два сезони, взявши участь у 67 матчах чемпіонату.
Протягом 2007—2008 років захищав кольори команди клубу «Динамо» (Загреб). За час виступів у клубі став чемпіоном країни та володарем кубку країни у 2007 році.
Своєю грою за останню команду привернув увагу представників тренерського штабу клубу «Монако», до складу якого приєднався 2008 року. Відіграв за команду з Монако наступний сезон своєї ігрової кар'єри. Більшість часу, проведеного у складі «Монако», був основним гравцем команди.
2009 року уклав контракт з австрійським клубом «Ред Булл», у складі якого провів наступні два роки своєї кар'єри гравця. У складі команди став чемпіоном Австрії з футболу у 2010 році.
З 2011 року знову, цього разу два сезони захищав кольори команди клубу «Динамо» (Загреб). У складі команди знову став чемпіоном країни та володарем кубку країни у 2012 році.
На початку 2013 року на правах оренди перейшов до клубу «Інтер» (Запрешич), де виступав протягом півроку.
Протягом 2013—2014 років захищав кольори команди клубу «Рієка». За один сезон, проведений у складі команди, став срібним призером першості країни та володарем національного кубку.
До складу клубу «Шахтар» (Караганда) приєднався 2014 року. Відіграв за команду з Караганди 22 матчі в національному чемпіонаті.
У середині 2015 року перейшов до складу ізраїльського клубу «Маккабі» (Петах-Тіква), проте на поле так і не виходив. У 2016 році став гравцем хорватського клубу «Славен Белупо», після року виступів у якому завершив кар'єру футболіста. З 2017 до 2025 року Никола Покривач працює одним із тренерів хорватського клубу «Рудеш».

## Виступи за збірну
2008 року дебютував в офіційних матчах у складі національної збірної Хорватії. Виступав у складі національної збірної до 2010 року, провів у формі головної команди країни 15 матчів.
У складі збірної був учасником чемпіонату Європи 2008 року в Австрії та Швейцарії.

## Смерть
Никола Покривач загинув у ДТП 18 квітня 2025 року.

## Титули і досягнення
- Чемпіон Хорватії (2):

«Динамо» (Загреб) : 2006-07, 2011-12
- Володар Кубка Хорватії (3):

«Динамо» (Загреб): 2006—07, 2011–2012
«Рієка»: 2013–2014
- Чемпіон Австрії (1):

«Ред Булл» : 2009-10